# Nungena
Nungena is een kevergeslacht uit de familie van de boktorren (Cerambycidae). De wetenschappelijke naam van het geslacht werd voor het eerst geldig gepubliceerd in 1942 door McKeown.

## Soorten
Nungena is monotypisch en omvat slechts de volgende soort:
- Nungena binocularis McKeown, 1942